# سيدي امحمد نويقز
سيدي امْحَمَّد نُوِيڤِز قرية تقع بجنوب ولاية صفاقس من الجنوب الشرقي التونسي، على الطريق الوطنية رقم 2، شمال مدينة الصخيرة وغرب قرية الحشيشينة.